# Huawei P10 Lite
El Huawei P10 Lite es un teléfono inteligente de la empresa China Huawei Technologies Co,. Ltda, perteneciente a una gama media que se deriva del Huawei P10 y el Huawei P10 Plus, este equipo fue presentado por sus creadores en el Mobile World Congress 2017 y cuyo lanzamiento mundial se remonta a abril de 2017. Tuvo una gran aceptación en el mercado debido a sus características físicas y técnicas, además de un precio bastante accesible.